# Skarvmyrtjärnarna (Stensele socken, Lappland, 720384-156564)
Skarvmyrtjärnarna är en sjö i Storumans kommun i Lappland och ingår i Umeälvens huvudavrinningsområde.